# Roman Oleksin
Roman Grzegorz Oleksin (ur. 12 marca 1934 w Tartakowie, zm. 11 czerwca 2018 w Warszawie) – polski rzemieślnik i działacz spółdzielczy, poseł na Sejm PRL VII kadencji (1976–1980). 

## Życiorys
W czasie II wojny światowej rodzice zostali zamordowani przez oddziały Ukraińskiej Powstańczej Armii. Po wyzwoleniu Roman Oleksin wraz z bratem przeniósł się na Dolny Śląsk. W 1950 rozpoczął pracę w Zarządzie Okręgowym Ligi Morskiej, a w 1951 związał się ze spółdzielnią „Wspólny wysiłek”. Po uzyskaniu świadectwa maturalnego w 1953 podjął studia na Politechnice Wrocławskiej zakończone przyznaniem tytułu inżyniera elektryka (w 1958). Po zakończeniu nauki pracował jako projektant i inspektor nadzoru. W 1968 otworzył własny zakład rzemieślniczy w Tworzyjanowie. W 1973 wstąpił do Stronnictwa Demokratycznego, z ramienia którego w tym samym roku dostał się do Miejskiej Rady Narodowej w Sobieszowie. W 1976 rekomendowany na posła do Sejmu VII kadencji w okręgu Jelenia Góra, zasiadał w Komisjach Handlu Wewnętrznego, Drobnej Wytwórczości i Usług oraz Komunikacji i Łączności. Po odejściu z Sejmu działał w radach narodowych. W 1988 bez powodzenia ubiegał się o mandat w Stołecznej Radzie Narodowej, przegrywając z Tadeuszem Supińskim.